# 9381 Lyon
A 9381 Lyon (ideiglenes jelöléssel 1993 RT19) a Naprendszer kisbolygóövében található aszteroida. Henri Debehogne és Eric Walter Elst fedezte fel 1993. szeptember 15-én.